# Buso della rana
Buso della rana este o arie protejată (arie specială de conservare — SAC, sit de importanță comunitară — SCI) din Italia întinsă pe o suprafață de 0,64 ha, integral pe uscat.

## Localizare
Centrul sitului Buso della rana este situat la coordonatele 45°39′01″N 11°21′40″E / 45.6504°N 11.361°E.

## Înființare
Situl Buso della rana a fost declarat sit de importanță comunitară în septembrie 1995 pentru a proteja 3 specii de animale. Situl a fost protejat și ca arie specială de conservare în iulie 2018.

## Biodiversitate
Situată în ecoregiunea continentală, aria protejată conține 1 habitat natural: Peșteri inaccesibile publicului.
La baza desemnării sitului se află mai multe specii protejate:
- mamifere (2): liliac cu aripi lungi (Miniopterus schreibersii), liliacul mic cu potcoavă (Rhinolophus hipposideros)
- nevertebrate (1): Austropotamobius pallipes

Pe lângă speciile protejate, pe teritoriul sitului au mai fost identificate 7 specii de nevertebrate.